# Levante militar hondurenho de 1924
O levante armado em Honduras de 1924 foi um conflito armado que surgiu a partir de uma tentativa de golpe de Estado de Gregorio Ferrera.

## Antecedentes
Para encerrar a Segunda Guerra Civil de Honduras, na conferência de paz realizada no navio USS Milwaukee Cruise em 29 de abril de 1924, os pactuantes e os representantes das partes acordaram em nomear o general Vicente Tosta Carrasco como presidente, tal idoneidade ficou clara devido à suas habilidades militares e pessoais, a condição era restaurar a paz absoluta no país e convocar eleições gerais o mais rápido possível.
Um dia depois, em 30 de abril de 1924, diante do corpo diplomático, em frente ao prédio que servia de sede ao Congresso Nacional dissolvido pela ditadura de Rafael López Gutiérrez, foi realizada a cerimônia de posse das novas autoridades. Tosta Carrasco, militar de profissão, escolheu para o seu gabinete de governo algumas figuras políticas e outros oficiais que foram seus companheiros na revolução. 
O General Tiburcio Carías Andino foi nomeado Ministro do Interior e da Justiça. Já como ministro da Guerra e Marinha foi nomeado o general Gregorio Ferrera. A rivalidade e o sonho de poder, colocaram Ferrera contra o amigo e conterrâneo, de tal forma que ele abandonou o Ministério da Guerra e Marinha. Tosta nomeou como substituto o Coronel Andrés Leiva; mas Ferrera empreendeu sua viagem a Intibucá junto com oficiais afins e alguma ajuda dos liberais com quem travou a luta pessoal contra o governo.

## Movimentos de rebelião
Ferrera foi para seu departamento natal de Intibucá, onde encontraria os aliados necessários para se levantar contra Tosta. Gregorio Ferrara liderou uma rebelião contra o início do governo em 6 de agosto de 1924.
Em 11 de agosto de 1924, o progresso da segunda revolução hondurenha do ano de 1924 foi obscurecido pela névoa revolucionária. Perto do suposto assassinato de dois estadunidenses, chegou a notícia de que o general Gregorio Ferrera havia fugido para as montanhas, porém, deixando de lado para levar as tropas, machetes, rifles e grande quantidade de munição. Em Tegucigalpa, capital de Honduras, o Partido Liberal de Honduras foi responsabilizado pela eclosão da nova revolta, já que sua bandeira foi utilizada pelo proclamado exército. O governo prendeu os líderes do partido, reorganizou-se, disposto a esmagar os revolucionários.

### Combate de Cofradía
O general Simón Aguilar, de Comayagüel, juntou-se a Ferrera para combater as tropas governamentais na área de "El Calamar", Cofradía, departamento de Cortés.

### Combate em Yoro
O general Santiago Nolasco, de orientação nacionalista, participou defendendo Yoro de ataques armados.

### Noroeste de Honduras
O General Ferrera entrincheirou-se na localidade de Lepaterique e logo em seguida, até tomar Lamaní, La Esperanza, Intibucá, depois empreendem a marcha sobre a cidade colonial de Gracias (Lempira) e sobre a cidade de Santa Rosa de Copán.

### Batalha de Santa Rosa de Copán
Gregorio Ferrera sob o comando dos comandantes oficiais Coronel Pedro G. Domínguez, Coronel Justo Umaña, Coronel Domingo Toroz, Coronel Blas Domínguez e Coronel Manuel Darías (de origem colombiana) acompanhados por mais de 800 índios provenientes de Intibucá e instruídos nas armas e táticas de combate, arremeteram sobre três mil homens da guarnição da cidade de Santa Rosa, que estavam sob as ordens dos oficiais General Filiberto Díaz Zelaya, General José León Castro, General Andrés Abelino Díaz e General Vicente Ayala. Após uma dura batalha a cidade foi perdida, a praça foi tomada com a bandeira revolucionária e então o grosso dos rebeldes partiu junto com Gregorio Ferrera em direção ao centro do país.

### Intervenção dos Estados Unidos
Em 10 de setembro de 1924, cerca de 110 soldados estadunidenses foram mobilizados para manter a ordem na cidade portuária de La Ceiba, onde permaneceram até 15 de setembro.

### Nova Constituição Hondurenha de 1924
No governo do Presidente General Vicente Tosta Carrasco, a nova Constituição foi assinada em setembro.. Esta nona "Carta Magna" foi completamente revista e organizou legislativamente o procedimento de eleição dos representantes na Câmara, de modo que os deputados seriam escolhidos com base de um por 15.000 habitantes, em vez de um por 10.000 habitantes como previa a Constituição de 1894. Além da cidadania, o candidato deveria nascer no departamento que deseja representar ou atender a um requisito de residência. No caso do candidato a Presidente, o Congresso tem a função de apuração dos votos eleitorais, decidir se algum candidato a presidente ou vice-presidente obtém maioria absoluta, e a escolha dos diretores executivos dos dois cargos mais altos para cada um, se a maioria for obtida. A Constituição indica que apenas candidatos entre trinta e sessenta e cinco anos de idade que podem concorrer à presidência, também não há reeleição do presidente.
Ao mesmo tempo, os espiões do general Tosta alertaram sobre o avanço que o general Ferrera estava planejando; portanto, Tosta considerou ir combater pessoalmente o seu ex-companheiro.

### Batalha decisiva de Ajuterique
Tosta, que havia deixado a capital e a administração nas mãos de um presidente provisório, marchou até Ferrera, para uma batalha decisiva. Esse confronto ocorreu em Ajuterique no departamento de  Comayagua, quando o presidente e general de divisão Vicente Tosta Carrasco subjugou o levante de seu ex-ministro de Guerra, o General Gregorio Ferrera derrotando o grosso de seu exército rebelde, em um dos combates mais sangrentos da história de Honduras.
No oeste do país, o general José León Castro, chefe de armas, se reagrupou e iniciou a batalha contra as forças rebeldes de Ferrera, estacionadas na área, fazendo-as recuar até a fronteira com El Salvador.
Após a derrota, o General Ferrera segue rumo ao sítio de "Piedra Pintada" no departamento de Copán, onde é novamente derrotado. Ferrera não tem outra escapatória senão buscar refúgio atrás da fronteira com a República da Guatemala. As tropas governamentais reprimiram a rebelião e em 5 de outubro o levante foi totalmente encerrado.

## Resultado
Nas eleições de 20 de novembro de 1924, o candidato do Partido Nacional de Honduras, Dr. Miguel Paz Barahona, que governaria até outubro de 1928, foi o vencedor. Diante desse passo democrático em Honduras, o governo dos Estados Unidos ordenou a retirada dos embargos contra o país centro-americano.
Por sua vez, Gregorio Ferrera, que ainda tinha apoiadores e se encontrava exilado na Guatemala, partiu para atacar novamente Honduras.